# Marsupioterapia
Marsupioterapia constă în ținerea nou-născutului în contact cu corpul mamei sale 24 de ore pe zi. Procentajul de succes este comparabil cu utilizarea incubatorului la un cost mult mai mic.